# 14948 Bartuška
14948 Bartuška è un asteroide della fascia principale. Scoperto nel 1996, presenta un'orbita caratterizzata da un semiasse maggiore pari a 2,2769761 UA e da un'eccentricità di 0,2093803, inclinata di 6,07422° rispetto all'eclittica.